# 丁戊奇荒
丁戊奇荒，清朝光绪元年至四年（1875年-1878年）间特大旱灾饥荒，主要在河南、山西、陝西、直隸、山東，尤以山西最嚴重，太原府100萬人死95萬人。總死亡數通常表述為「950萬人-1300萬人」，是清朝人口的2%-3%。2,000余万灾民逃荒或販賣到外地。但这场大旱荒过后并未发生大规模暴动。

## 名稱、時長
丁戊奇荒又称“光绪大禄”，尤以1877年（丁丑年）和1878年（戊寅年）为最烈，因此史称“丁戊奇荒”。英国爱丁堡大学史学研究专家安德鲁·凯瑟（Andrew T. Kaiser）认为此次饥荒持续时间为1876年-1879年，并称之为“1877-1878年大饥荒”。

## 原因
有理論懷疑这场旱灾是厄爾尼諾-南方振盪现象造成的，但也有反證認為很多更嚴重厄尔尼诺時期卻沒有類似情況，學術界尚有爭議。譬如，美国史学家、学者迈克·戴维斯认为丁戊奇荒超出了中国的范围，是当时一场全球性“厄尔尼诺饥荒”的一个组成部分。
滥种罂粟造成粮食减少，也是导致这次灾荒奇重的社会原因之一。全国大量土地被用来种植鸦片，直接导致粮食播种面积减小，粮食减产，也在一定程度上加重了饥荒

## 次生灾害
1875至1878年，丁戊奇荒直隶省内约200万人餓死，天津兴办粥厂救济，不幸保生粥厂大火，2,000妇孺燒死。

## 死亡統計
總死亡數通常表述為「950萬-1300萬」。常見的統計數字有（由李文海歸納）：
- 北京國際賑災會指900萬-1300萬人死[11]
- 美国驻大清公使柔克義指950萬人死，此數字應是出於1878年官府統計（山西550萬死，河南100萬死，山東50萬死，直隸省200萬死[9]）
- 大清海關美國顧問馬士指1000萬人死
- 美國傳教士哈巴安德指1300-1700萬人死
- 英國傳教士李提摩太指1500-2000萬人死[12]
- 李文海總結上述數字斷定死亡數「至少有1000萬」。[10]

## 人口販賣
賣妻鬻子，尤以婦女人口販賣為多。從山西、河南荒區向東和向南分別經歸德（今商丘）、周家口、光州（今潢川）等至徐州、安徽、湖北的中上，「販子驅婦女南下者，百十成群」，有時竟以千計。

## 賑災
1877年，慈禧太后命袁保恒前往河南赈灾，袁世凯一同前往河南协助赈灾，途中袁保恒问逃荒灾民要逃往何方，灾民茫然不知。
其時英屬香港華人士紳、社會賢達亦在香港及南洋籌得十六萬元（折合約庫平銀11萬兩）巨款賑災，港人善舉獲清庭高度嘉許。1879年清德宗御賜「神威普佑」牌匾予香港東華醫院，該牌匾一直懸掛在東華醫院大堂，1983年醫院重修，改掛上環文武廟至今。

## 相关评述
袁子鹏、严保之等清廷官员更称“此千古奇灾，是铁石心肠亦当泪下”。
光绪《山西通志》，卷八十二，《荒政记》，“此诚我朝二百三十余年来未见之惨凄，未闻之悲痛也”。
袁保恒奏议中称，河南“成灾七十二处(县)之多,通省核计,已十分之七。受灾之重，为二百数十年来所未有”。灾民“不得不逃亡四出，扶老携幼，号泣中途，带病忍饥，踉跄载道”。
时任山西巡抚曾国荃称丁戊奇荒为“二百余年未有之灾”。“赤地千有余里，饥民至五六百万之众，大祲奇灾，古所未见”。
1882年7月，時任山西巡撫張之洞上书光绪皇帝《禁种罂粟片》，他認爲丁戊奇荒實因爲華北多地廣种罂粟所致，他在分析重灾区山西的情况时说，“晋民好种罂粟，最盛者二十余厅州县，其余多少不等，几于无县无之，旷土伤农，以致亩无栖粮，家无储粟，丁戊奇荒，其祸实中于此”。

## 媒体报道

### 西方媒体
《纽约时报》对丁戊奇荒的最早报道是在1876年6月27日，随后做了进一步报道。它对这场灾荒报道最密集的时段是在1878年，它将这场灾荒的主要原因归咎于中国基础交通设施的落后，并对清政府的赈灾措施给予了肯定。《时报》的观点与中国大陆学界主流观点——清政府腐败无能、赈灾不力是造成 “丁戊奇荒”伤亡惨重的主要原因大相径庭。1878年7月10日，时报称，当时的清朝最高统治者对于外国人在赈济灾民方面所做的努力也给与了“广泛和出乎意料的感谢”。
《圣保罗先锋报》1878年1月26日载，“这场饥荒，已在中国北方省份持续了三年，现在似乎到达它的顶峰……我们的消息不是来自中国人，而是来自在当地的外国人，或者在那些省份传教或者被派去赈灾……”，“这一地区（山西、陕西、河南和山东）有九百万人口目前处于饥饿中”。

### 清朝媒体
《申报》1877年12月7日载：“今岁豫省之灾，亦不减于山右，……灾黎数百万，几有易子析骸之惨”。（“山右”指称山西）